# Landkreis Barnim
Den här artikeln handlar om länet Landkreis Barnim. För landskapet och högplatån, se Barnim.
Landkreis Barnim är ett län (Landkreis) i det tyska förbundslandet Brandenburg. Länet fick sitt namn efter bergsplatån Barnim som ligger i samma område.
Landkreis Barnim ligger norr om Berlin och länet Märkisch-Oderland, öster om länet Oberhavel och söder om länet Uckermark. I öst utgör statsgränsen till Polen även länets gräns. Huvudorten och största stad är Eberswalde.

## Administrativ indelning
I förvaltningsrättslig mening finns i modern tid ingen skillnad mellan begreppet Stadt (stad) gentemot Gemeinde (kommun). Följande kommuner och städer ligger i Landkreis Barnim: 
Inom parentes anges invånarantal 31 dec 2013.

### Städer
Städer som dessutom tillhör ett Amt betecknas med ¹.
- Bernau bei Berlin (36 222)
- Biesenthal ¹ (5564)
- Eberswalde, huvudort (38 844)
- Joachimsthal ¹ (3375)
- Oderberg ¹ (2143)
- Werneuchen (8096)

### Amtsfria kommuner
Kommuner som administreras som självständiga enheter.
- Ahrensfelde (12 769)
- Panketal (19 426)
- Schorfheide (9747)
- Wandlitz (21 212)

### Ämter
Kommunalförbund med tillhörande städer och kommuner.
(Säte för amtsförvaltningen betecknas med *)
- Amt Biesenthal-Barnim (11 888)
  - Biesenthal, stad * (5564)
  - Breydin (807)
  - Marienwerder (1762)
  - Melchow (937)
  - Rüdnitz (1955)
  - Sydower Fließ (863)
- Amt Britz-Chorin-Oderberg (10 122)
  - Britz * (2148)
  - Chorin (2275)
  - Hohenfinow (512)
  - Liepe (677)
  - Lunow-Stolzenhagen (1196)
  - Niederfinow (628)
  - Oderberg, stad  (2143)
  - Parsteinsee (543)
- Amt Joachimsthal (Schorfheide) (5428)
  - Althüttendorf (768)
  - Friedrichswalde (824)
  - Joachimsthal, stad * (3375)
  - Ziethen (461)

## Befolkning
| År   | Invånare |
| ---- | -------- |
| 1875 | 74 305   |
| 1890 | 85 169   |
| 1910 | 106 837  |
| 1925 | 115 955  |
| 1933 | 133 005  |
| 1939 | 154 918  |
| 1946 | 154 627  |
| 1950 | 159 481  |
| 1964 | 153 249  |
| 1971 | 155 650  |

| År   | Invånare |
| ---- | -------- |
| 1981 | 156 734  |
| 1985 | 156 658  |
| 1989 | 153 978  |
| 1990 | 150 687  |
| 1991 | 148 751  |
| 1992 | 148 750  |
| 1993 | 149 143  |
| 1994 | 150 060  |
| 1995 | 151 783  |
| 1996 | 154 698  |

| År   | Invånare |
| ---- | -------- |
| 1997 | 159 689  |
| 1998 | 163 937  |
| 1999 | 167 914  |
| 2000 | 170 288  |
| 2001 | 171 490  |
| 2002 | 172 382  |
| 2003 | 173 951  |
| 2004 | 175 861  |
| 2005 | 176 693  |
| 2006 | 177 396  |

| År   | Invånare |
| ---- | -------- |
| 2007 | 177 589  |
| 2008 | 177 644  |
| 2009 | 176 904  |
| 2010 | 176 848  |
| 2011 | 172 572  |
| 2012 | 173 193  |
| 2013 | 173 754  |
| 2014 | 174 981  |
| 2015 | 177 411  |
| 2016 | 179 365  |

| År   | Invånare |
| ---- | -------- |
| 2017 | 180 864  |
| 2018 | 182 760  |
| 2019 | 185 244  |
| 2020 | 187 343  |

Detaljerade källor anges i Wikimedia Commons..